# Dioscorea communis

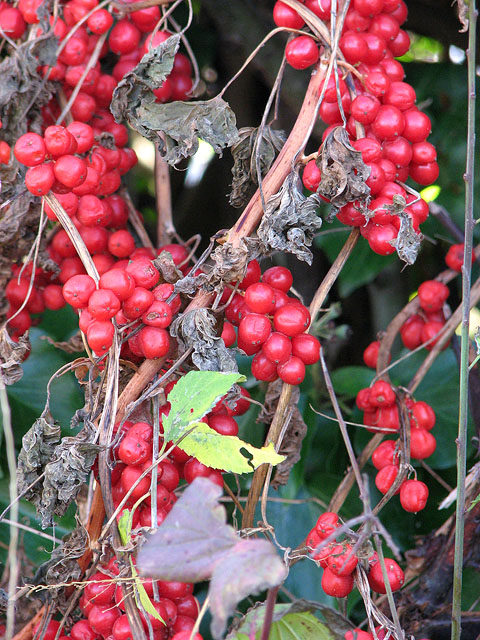
Frutos in situ.

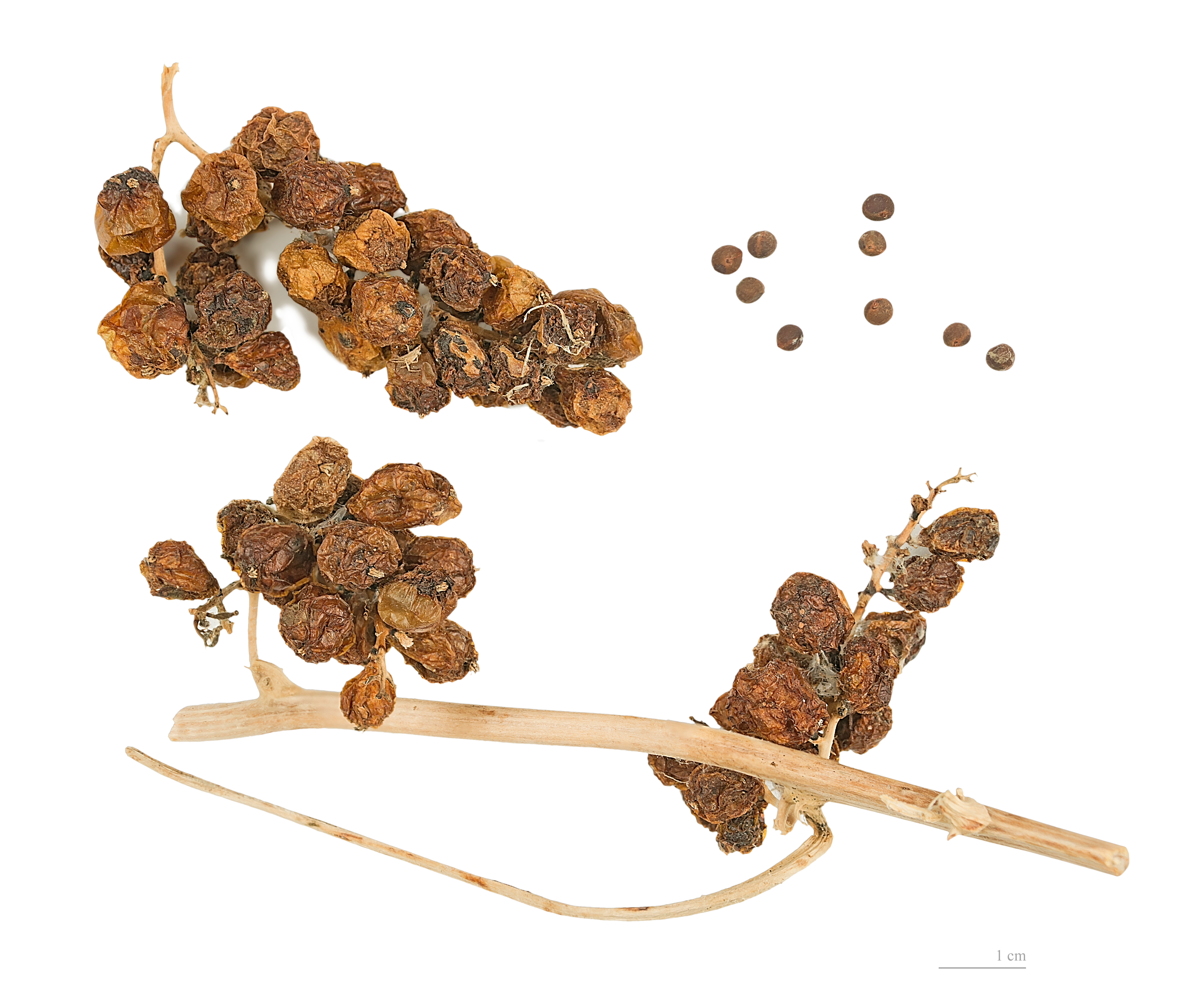
Frutos secos y semillas.

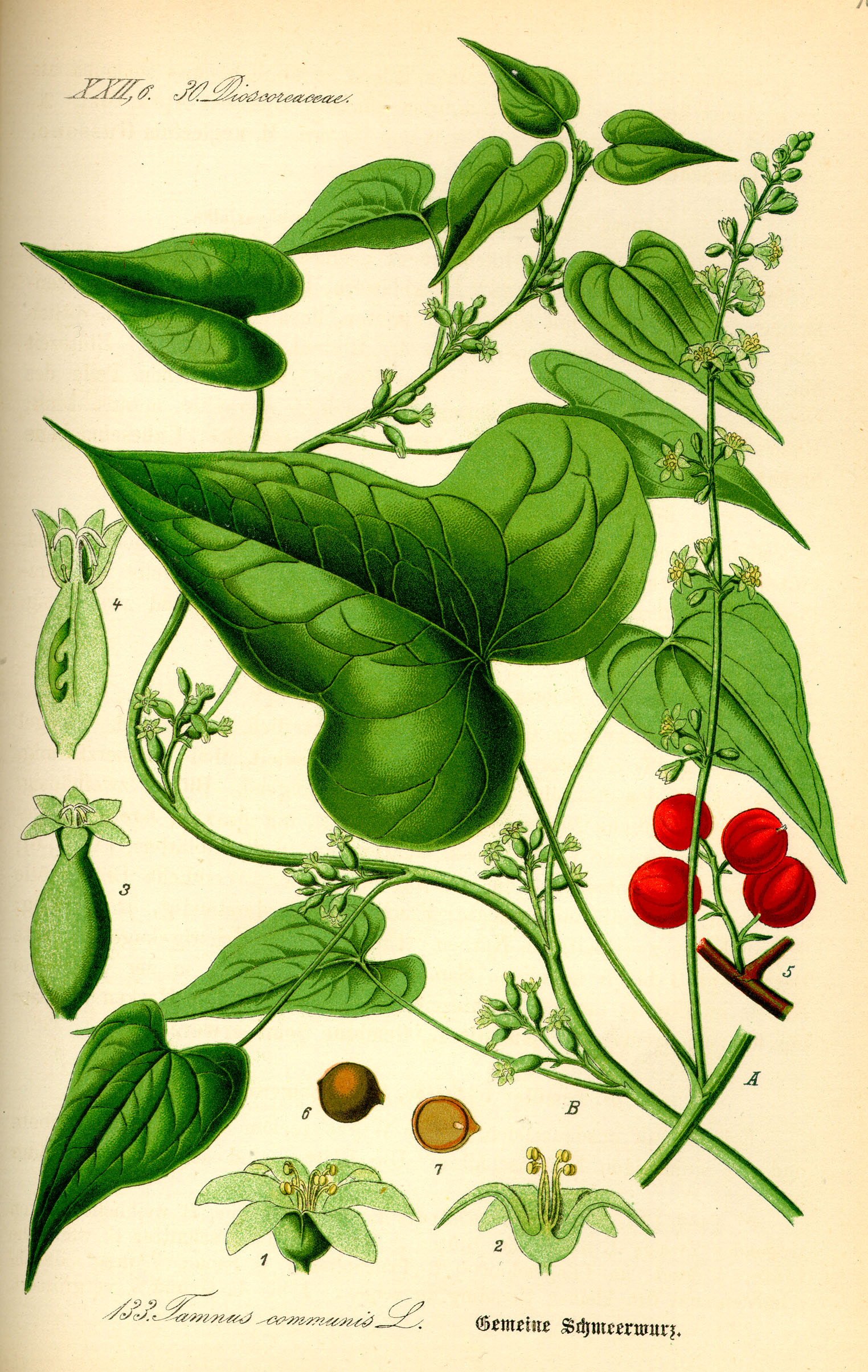
Ilustración

La nueza negra  (Dioscorea communis o Tamus communis) es una planta de la familia de las dioscoreáceas.

## Descripción
Es una planta trepadora, que renueva sus tallos cada año y se enrosca en la dirección de las agujas del reloj. Hojas alternas de 3 a 20 cm de longitud, pecioladas, oval-acorazonadas, largamente acuminadas, limbo verde oscuro, con 3 a 9 nervios manifiestos y curvados que parten de la escotadura basal. Tallos trepadores retorcidos de hasta 4 m, delicados, tiernos y lampiños, con estrías longitudinales. Tubérculo muy grande de hasta 20 cm o más de longitud de color negro. Planta dioica de flores marillentas, las masculinas en ramilletes espiciformes y delgados, patentes, con 6 estambres, las femeninas en espigas más cortas, péndulas, de pocas flores, con 3 sépalos y 3 pétalos semejantes unidos en la base formando un tubo con el rudimento del fruto en el efondo; corola de 3 mm de longitud, con 6 lóbulos estrechos un tanto recurvados. Fruto en baya carnosa tóxica, de unos 12 mm de diámetro, rojo brillante pálido, rara vez amarillento, en racimos y con pocas semillas. Fructifica en otoño.

## Distribución y hábitat
Gran parte de Europa, excepto Europa septentrional. Común en la Península ibérica y Baleares. Habita en lugares húmedos y sombríos, hileras de setos, matorrales, márgenes de robledales, pinares, encinares, y bosques de ribera. Interviene en las asociaciones Bupleurum-Quercus rotundifolia y Rubo ulmifolii-Rosetum corymbiferae.

## Importancia económica y cultural
Usos
Las raíces, o tubérculo napiforme en cataplasma, curan contusiones y heridas y en friegas alivian el reuma, la artritis y la ciática;[cita requerida] son rubefacientes y enrojecen la piel. Frutos venenosos, incluso mortales. Eventualmente se producen intoxicaciones graves en niños, que ingieren accidentalmente sus bayas, de un atractivo color rojo. La intoxicación cursa con intensa irritación de mucosas, dolor abdominal, diarreas y vomitos, acompañados de abatimeinto, somnolencia, escalofríos, incluso alteraciones respiratorias y coma.
Principios activos
Principio semejante a la histamina, saponósidos esteroídicos derivados de la diosgenina y abundantes rafidios de oxalato de calcio (CaC2O4).

## Taxonomía
Dioscorea communis fue descrita por (L.) Caddick & Wilkin y publicado en Taxon 51(1): 112, 109. 2002.
Citología
Número de cromosomas de Tamus communis (Fam. Dioscoreaceae) y táxones infraespecíficos

2n=48.
Sinonimia
- Smilax rubra Willd.
- Tamus communis L.
- Tamus cretica L.
- Tamus smilacifolia Jullien ex Boreau[5]
- Dioscorea canariensis Webb & Berthel.
- Tamus baccifera St.-Lag.
- Tamus canariensis Willd. ex Kunth
- Tamus cirrhosa Hausskn. ex Bornm.
- Tamus cordifolia Stokes
- Tamus edulis Lowe
- Tamus norsa Lowe
- Tamus parviflora Kunth
- Tamus racemosa Gouan[6]

## Nombre común
- Castellano: alupios, brionia negra, canduerca, carduenca, cuentas negras, enredadera, espárrago, espárrago bravío, espárrago de caña, espárrago de lupia, espárrago de sepia, espárrago lupio, espárragos, espárragos buenos, espárragos chirrinantes, espárragos de bicha, espárragos de caña, espárragos de culebra, espárragos de lupia, espárragos de yedros, espárragos de zarza, espárragos de zorra, espárragos hilachones, espárragos hilachos,espárragos de rabia, espárragos hileros, espárragos hilos, espárragos locos, espárragos rechinantes, espárragos rochinantes, espárragos zarceros, espárragos zarzaleros, espárrago zarcero, esparraguera buena, esparraguera de hilachos, esparraguilla, hierba de la mujer apaleada, hilachones, lupio, lupios, nuerza, nueza, nueza negra, nuez negra, planta de la culebra, sello de la Virgen, sello de Nuestra Señora, tarayo, uva de zorro, uva negra, uvas de can, uvas del diablo, uvas de perro, uvas negras.[5]